# Nokaut
Nokaut (engleski: knockout, skraćeno K.O.) obarajući je udarac u boksu i drugim borilačkim sportovima. Obično se broji do deset, a ako poslije toga oboreni ne može nastaviti borbu suparnik je dobio borbu nokautom. Nokaut može biti uzrokovan udarcem u ljudsko tijelo, kao i glavu, ali u svakodnevnom govoru smatra se udarcem usmjerenim u glavu kada protivnik privremeno izgubi svijest. Takav udarac obično pogađa lice suparnika između zamišljene linije između ušiju i nosa. 
Može se također pobijediti nokautom i udarcem u uho međutim, na ovaj način protivnik rijetko gubi svijest, već uglavnom na ovaj način gubi osjećaj ravnoteže. Udarci u tijelo uglavnom pogađaju jetru, za koju se kaže da su najbolniji. U karateu dozvoljeno je nokautiranje čak i na nogama. 
Pojam tehnički nokaut (TKO) znači da je sudac prekinuo meč.

## Rizici
Poslije gubitka meča nokautom preporučuje se da se nad gubitnikom izvrši medicinski pregled mozga. Potres mozga može prouzročiti krvarenje u mozgu, i daljnje nastavljanje bavljenja tim sportom opasno je po život.